# Labuan
Labuan – wyspa u północno-zachodnich wybrzeży Borneo. Wraz z sześcioma mniejszymi wyspami stanowi terytorium federalne Malezji. Zajmuje powierzchnię ok. 91 km², a zamieszkuje je 87,6 tys. mieszkańców (według szacunków z 2008 r.).
Na wyspie rozwinęła się turystyka. Ludność wyspy zajmuje się rybołówstwem oraz uprawą ryżu, kauczukowca, palmy kokosowej, mango, bananów i ananasów.
W XIX wieku ważna stacja pośrednia w żegludze między Singapurem i Hongkongiem. W pobliżu wyspy wydobywa się ropę naftową ze złóż podmorskich. Ze względu na korzystne warunki finansowe ważny ośrodek bankowości w tym rejonie świata.
Aż do czasów brytyjskiej kolonizacji w XIX wieku wyspa była niezamieszkała, ale od XIV wieku do 1846 r. wyspa należała do Sułtanatu Brunei, a później do imperium brytyjskiego jako Kolonia Labuan (od 1907 r. część Straits Settlements).